# Saint-Jean-de-Laur
Saint-Jean-de-Laur település Franciaországban, Lot megyében. Lakosainak száma 247 fő (2022. január 1.). Saint-Jean-de-Laur Martiel, Salvagnac-Cajarc, Cajarc, Calvignac, Limogne-en-Quercy és Puyjourdes községekkel határos.

## Népesség
A település népessége az elmúlt években az alábbi módon változott:
| Lakosok száma | 154  | 179  | 174  | 200  | 226  | 227  | 237  | 242  | 242  | 247  |
|               | 1968 | 1982 | 1990 | 2006 | 2013 | 2015 | 2017 | 2019 | 2020 | 2022 |